# Аеліта Андре
Аеліта Андре (англ. Aelita Andre; нар. 9 січня 2007, Мельбурн) — австралійська художниця, що працює в напрямку абстрактного експресіонізму.

## Життєпис
Аеліта Андре народилася в родині австралійського художника Майкла Андре та російської фотохудожниці Ніни Калашникової.
Аеліта почала малювати у віці дев'яти місяців. Із 4 по 25 червня 2011 року, у чотирирічному віці, у галереї «Agora Gallery» (Нью-Йорк) відбулась її перша персональна виставка, яка мала назву «The Prodigy of Color».